# Ferrari 375 MM
La Ferrari 375 MM è una autovettura da competizione prodotta dalla casa automobilistica italiana Ferrari dal 1953 al 1954 in 26 esemplari.

## Il contesto e le competizioni
La 375 MM fu prodotta in onore ai modelli Ferrari vittoriosi nella Mille Miglia, da cui la sigla “MM” nella denominazione. Fu costruita per competere nel Campionato del Mondo Sport Prototipi, che poi fu vinto dalla Ferrari stessa a fine stagione.
Da un punto di vista tecnico, anche se impiegata in competizioni diverse, la vettura era lo sviluppo della 375 F1, che corse in Formula 1; analogamente, sempre da quest'ultima, discendeva anche la 375 America, classificata nella categoria GT. Al momento del lancio, la 375 MM era la Ferrari più potente della gamma di autovetture costruite dalla casa del cavallino rampante.
Ciò che aveva più in comune con la 375 F1 era il motore, che era opera di Aurelio Lampredi. In particolare, l'albero a gomiti fu leggermente cambiato, così da avere la corsa diminuita e l'alesaggio aumentato, modifiche che portarono a una cilindrata lievemente maggiore. Questo propulsore debuttò, però, su una 340 America alla 24 Ore di Le Mans, con alla guida Alberto Ascari e Luigi Villoresi.

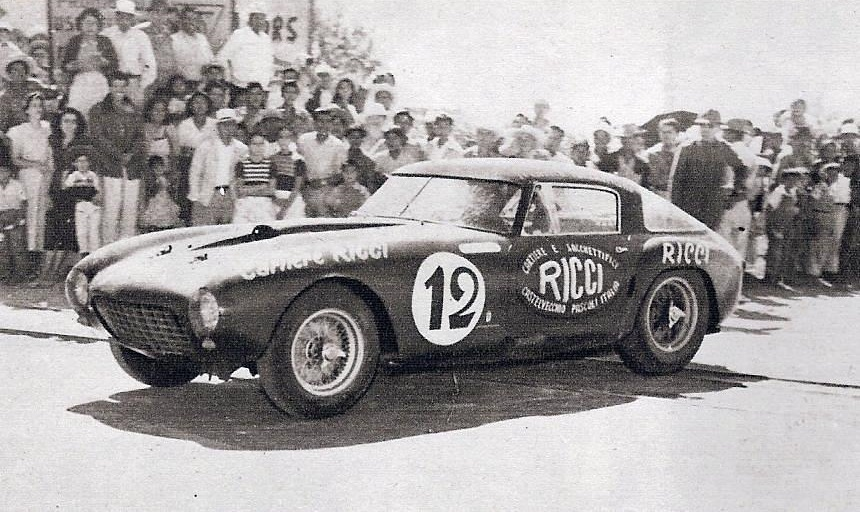
La 375 MM Pininfarina Berlinetta guidata da Maglioli alla Carrera Panamericana del 1953

In seguito furono prodotte le 375 MM vere e proprie, sia in versione spider (con carrozzeria di Pininfarina e alcune di Vignale) che berlinetta. Ne furono costruiti più esemplari della prima versione, oltre a sette della seconda e cinque modelli da strada con corpo vettura speciale. Le sue vittorie più importanti furono la 1000 km del Nürburgring nel 1953, con alla guida Alberto Ascari e Nino Farina, e il Nassau Trophy l'anno successivo. Gli esemplari da gara furono poi impiegati nelle competizioni principalmente da piloti privati.

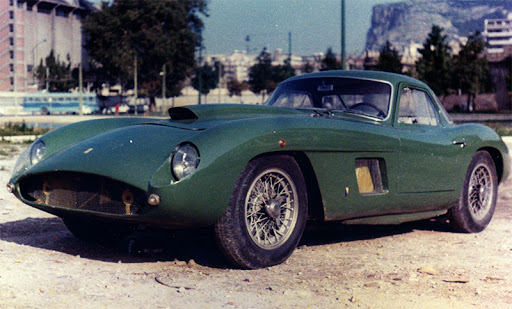
La Ferrari 375 MM di Roberto Rossellini, ricarrozzata dalla Scaglietti

Nel 1954 un esemplare della 375 MM, realizzato dalla Pininfarina con numero di telaio 0402AM e posseduto da Roberto Rossellini, venne ricarrozzato dalla Scaglietti ispirandosi alla linea della Mercedes-Benz 300SL. Nello stesso anno anche la Ghia realizzò una propria versione coupé, commissionata da Robert Wilke. Fu l'ultima autovettura di Maranello carrozzata dalla famosa azienda.

## Caratteristiche tecniche
Il motore era fabbricato in lega di alluminio per limitarne il peso. Era un V12 a 60° anteriore e longitudinale, non sovralimentato, con l'alesaggio e la corsa che erano rispettivamente di 84 mm e 68 mm. La cilindrata era di 4522,68 cm³, mentre il rapporto di compressione era di 9:1. La potenza erogata era di 340 CV a 7000 giri al minuto.
La distribuzione era assicurata da un singolo albero a camme in testa e da due valvole per cilindro. L'alimentazione era fornita da tre carburatori di marca Weber e modello 40 IF/4C o 42 DCZ. L'accensione era singola con due magneti, mentre la lubrificazione era a carter umido. La frizione era multidisco.
Le sospensioni anteriori erano indipendenti, con quadrilateri trasversali, balestra unica trasversale e barra stabilizzatrice. Quelle posteriori invece erano formate da un ponte rigido, doppi puntoni e balestre semiellittiche longitudinali. Entrambe avevano installati ammortizzatori idraulici Houdaille. I freni erano idraulici a tamburo sulle quattro ruote, mentre il cambio era manuale a quattro rapporti più la retromarcia. Lo sterzo era a vite senza fine e settore dentato, mentre la trazione era posteriore. Le ruote erano a raggi tipo Borrani.
Il telaio era tubolare in acciaio, mentre la carrozzeria era spider o berlinetta a due posti, ed era fabbricata in lega di alluminio.
La velocità massima raggiunta dal veicolo era di 289 km/h.